# Elliots leeuwerik
Elliots leeuwerik (Corypha sharpii, synoniem Mirafra sharpii) is een bedreigde vogelsoort uit de familie Alaudidae (leeuweriken). De soort werd in 1897 door Daniel Giraud Elliot als aparte soort beschreven en genoemd naar Richard Bowdler Sharpe.

## Verspreiding en leefgebied
Deze leeuwerik komt voor op graslanden in berggebieden tot op 3000 meter boven zeeniveau in het noordwesten van Somalië. De vogel leeft in een beperkt gebied en wordt daar bedreigd door habitatverlies. De graslanden worden steeds vaker overbegraasd of op een andere manier intensiever landbouwkundig gebruikt. Om deze redenen staat deze leeuwerik als bedreigd op de Rode Lijst van de IUCN.